# Andrei Pashkov
Andrei Nikolayevich Pashkov (tiếng Nga: Андрей Николаевич Пашков; sinh ngày 23 tháng 9 năm 1999) là một cầu thủ bóng đá người Nga thi đấu cho FC Chertanovo Moskva.

## Sự nghiệp câu lạc bộ
Anh có màn ra mắt tại Giải bóng đá chuyên nghiệp quốc gia Nga cho FC Chertanovo Moskva vào ngày 29 tháng 7 năm 2016 trong trận đấu với FC Kaluga.